# Svastrides neffi
Svastrides neffi là một loài Hymenoptera trong họ Apidae. Loài này được Urban mô tả khoa học năm 1975.